# Zaischnopsis obscurata
Zaischnopsis obscurata är en stekelart som först beskrevs av Masi 1917.  Zaischnopsis obscurata ingår i släktet Zaischnopsis och familjen hoppglanssteklar. Inga underarter finns listade i Catalogue of Life.